# آرثر ويد
آرثر ويد (بالإنجليزية: Arthur Wade)‏ هو سياسي أسترالي، ولد في 25 مارس 1919، وتوفي في 24 أغسطس 2014. حزبياً، نشط في حزب العمال الأسترالي. وقد انتخب عضو الجمعية التشريعية نيو ساوث ويلز.